# 阿姆斯特爾酒店

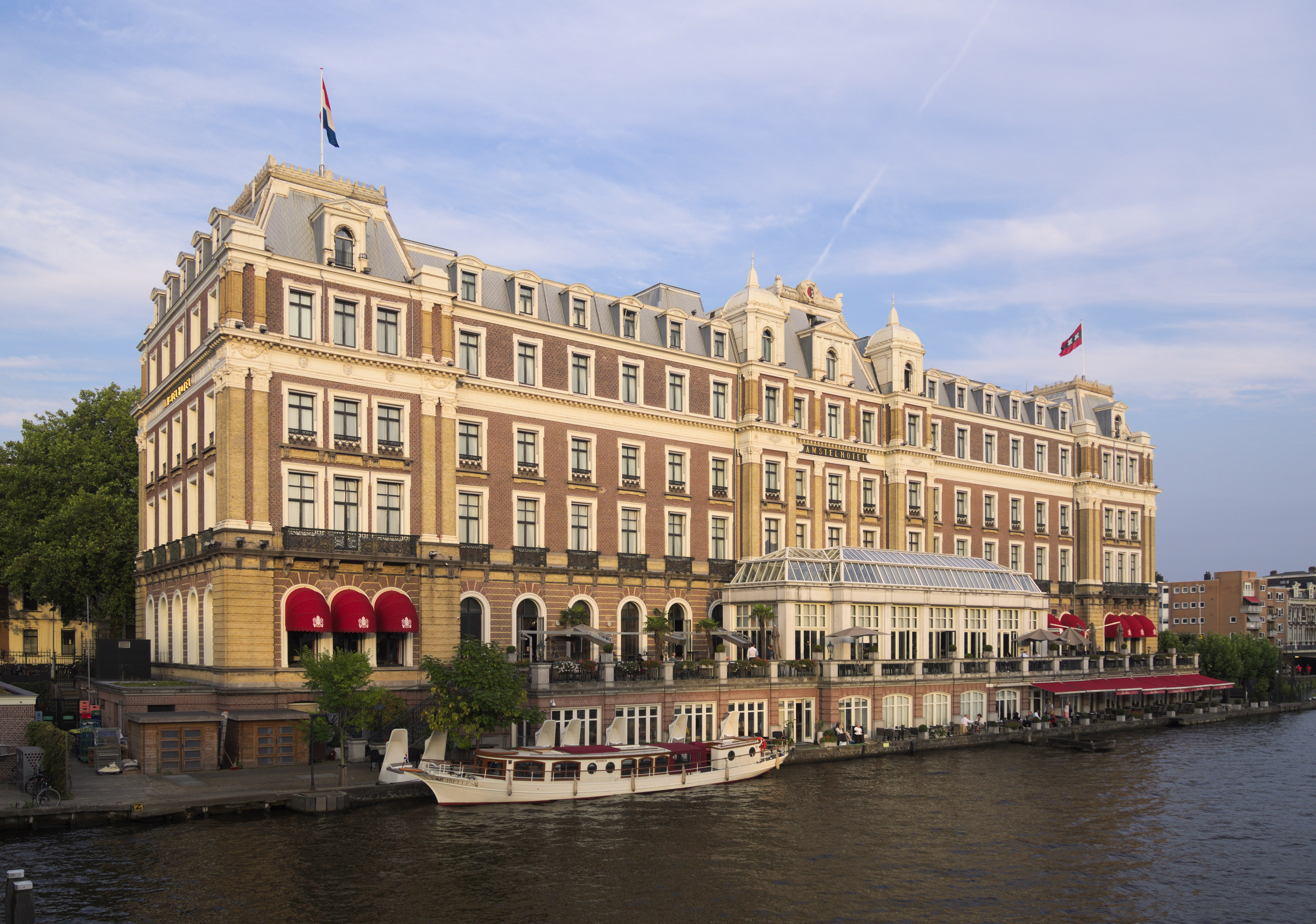
阿姆斯特爾酒店

阿姆斯特爾酒店（Amstel Hotel），全稱洲際阿姆斯特爾阿姆斯特丹酒店（InterContinental Amstel Amsterdam Hotel），是荷蘭首都阿姆斯特丹的一家酒店，位於阿姆斯特爾河東岸。

## 历史
建于1867年，2007年，這家酒店是荷蘭唯一上榜「世界最佳酒店」的酒店，排名第90位。該酒店是洲際酒店集團的一員。